# Вілланова-дель-Баттіста
Вілланова-дель-Баттіста (італ. Villanova del Battista) — муніципалітет в Італії, у регіоні Кампанія, провінція Авелліно.
Вілланова-дель-Баттіста розташована на відстані близько 240 км на схід від Рима, 85 км на схід від Неаполя, 39 км на північний схід від Авелліно.
Населення — 1711 осіб (2014).

## Демографія
Населення за роками:

Станом на 1 січня 2023 року в муніципалітеті офіційно проживало 13 іноземців з 5 країн, серед них 6 громадян країн Євросоюзу.

## Сусідні муніципалітети
- Аріано-Ірпіно
- Флумері
- Цунголі